# Bystřice (Hroznětín)
Bystřice (dříve Dlouhý Grün, německy Langgrün) je malá vesnice, část města Hroznětín v okrese Karlovy Vary v Karlovarském kraji. Nachází se asi dva kilometry východně od Hroznětína. Prochází jí silnice II/221. Bystřice leží v katastrálním území Bystřice u Hroznětína o rozloze 4,76 km².

## Historie
První písemná zmínka o vesnici pochází z roku 1456.

## Obyvatelstvo
Při sčítání lidu v roce 1921 ve vsi žilo 219 obyvatel (z toho 114 mužů), z nichž bylo 218 Němců a jeden cizinec. Všichni se hlásili k římskokatolické církvi. Podle sčítání lidu z roku 1930 měla vesnice 227 obyvatel: jednoho Čechoslováka, 225 Němců a jednoho cizince. Kromě dvou lidí bez vyznání byli římskými katolíky.
| Rok            | 1869 | 1880 | 1890 | 1900 | 1910 | 1921 | 1930 | 1950 | 1961 | 1970 | 1980 | 1991 | 2001 | 2011 | 2021 |
| -------------- | ---- | ---- | ---- | ---- | ---- | ---- | ---- | ---- | ---- | ---- | ---- | ---- | ---- | ---- | ---- |
| Počet obyvatel | 210  | 216  | 197  | 208  | 232  | 219  | 227  | 117  | 99   | 95   | 81   | 63   | 101  | 89   | 95   |
| Počet domů     | 29   | 33   | 33   | 33   | 33   | 33   | 33   | 34   | 34   | 18   | 18   | 17   | 21   | 21   | 29   |

## Obecní správa
Při sčítání lidu v letech 1869–1950 Bystřice byla samostatnou obcí, se kterým patřila nejprve do okresu Karlovy Vary, ale v roce 1950 v okrese Karlovy Vary-okolí. Od roku 1960 je částí města Hroznětín v okrese Karlovy Vary.

## Pamětihodnosti
- Kaple Seitnerova

## Galerie

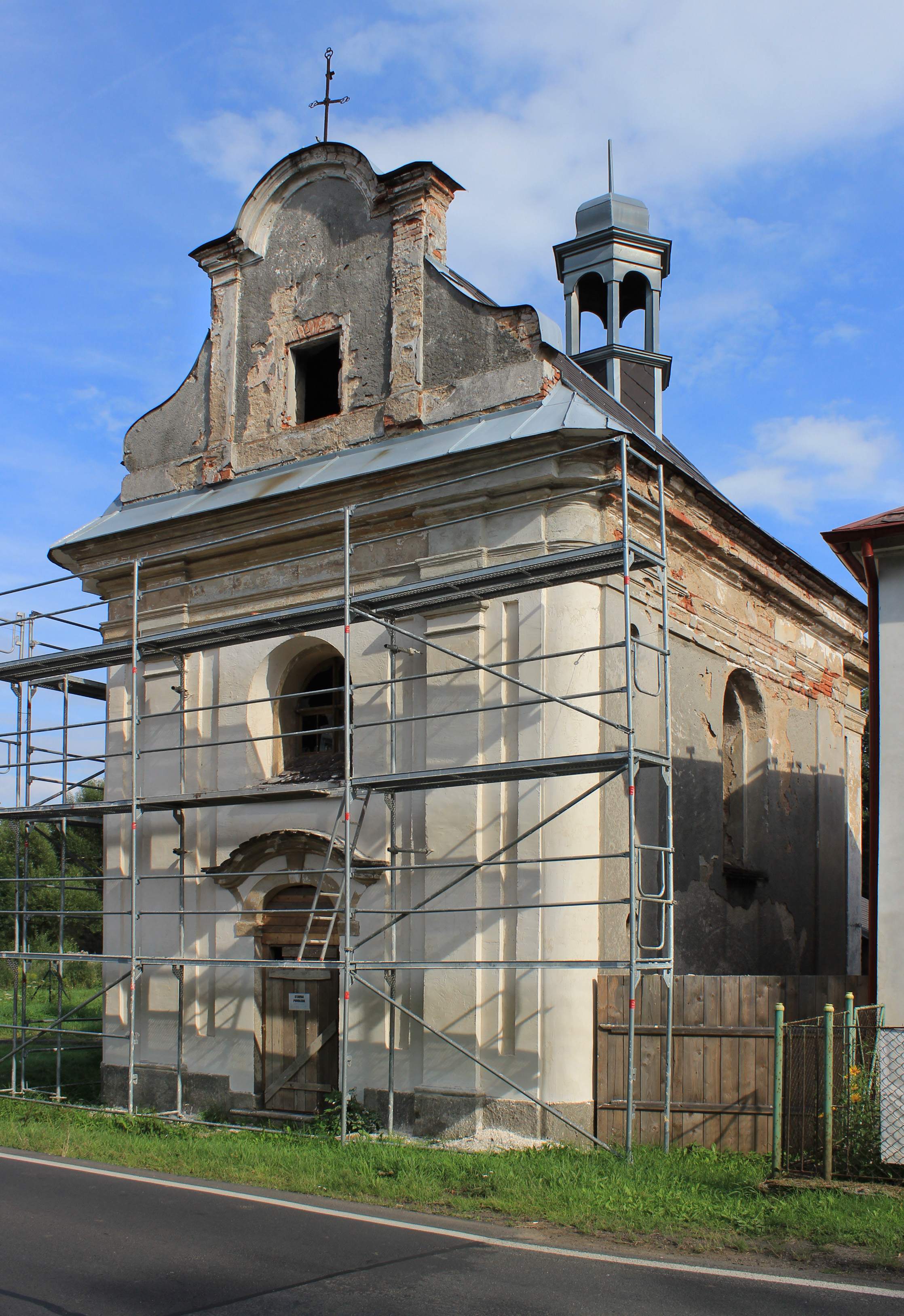
Opravovaná Seitnerova kaple
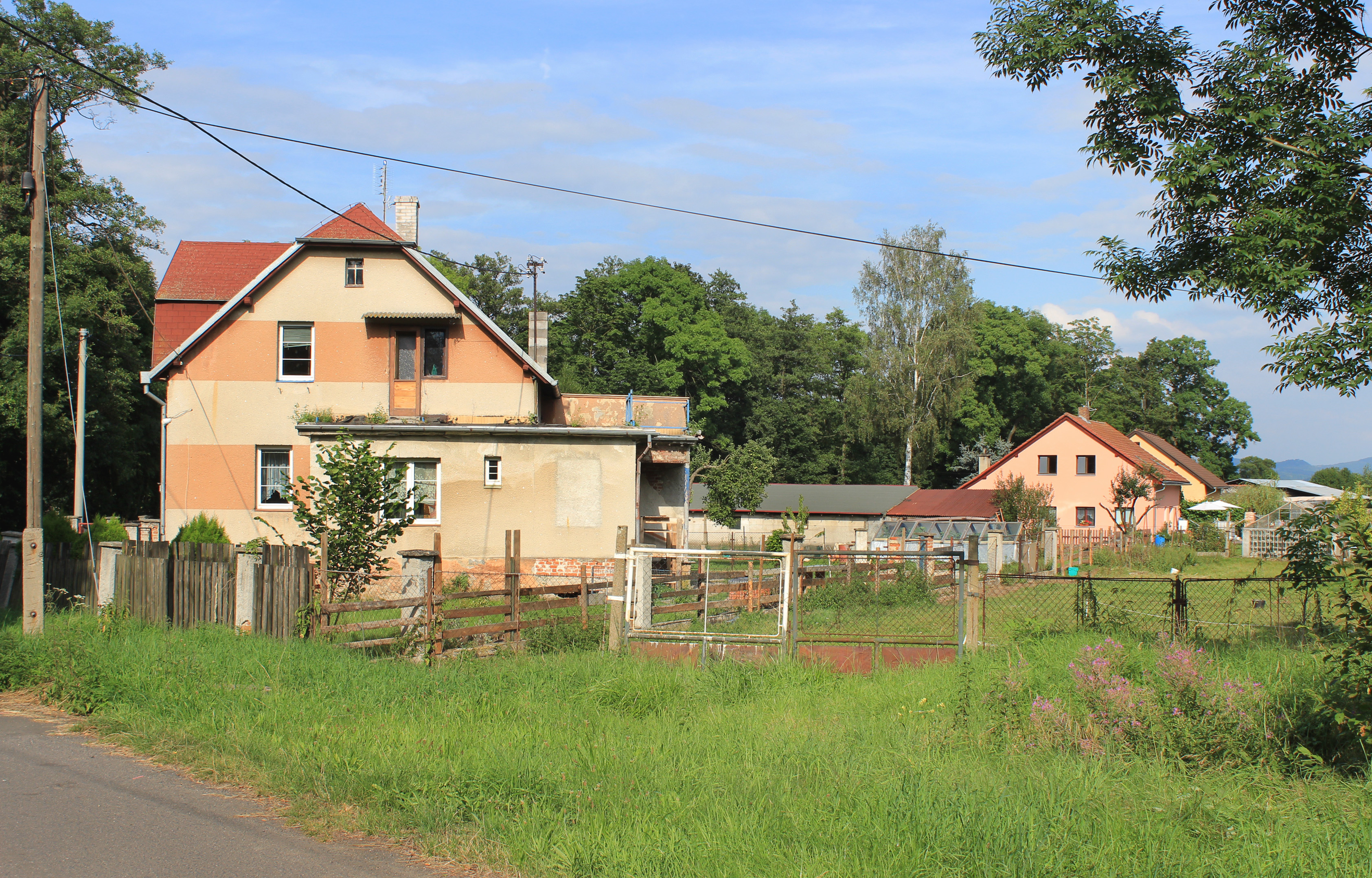
Domky u říčky Bystřice
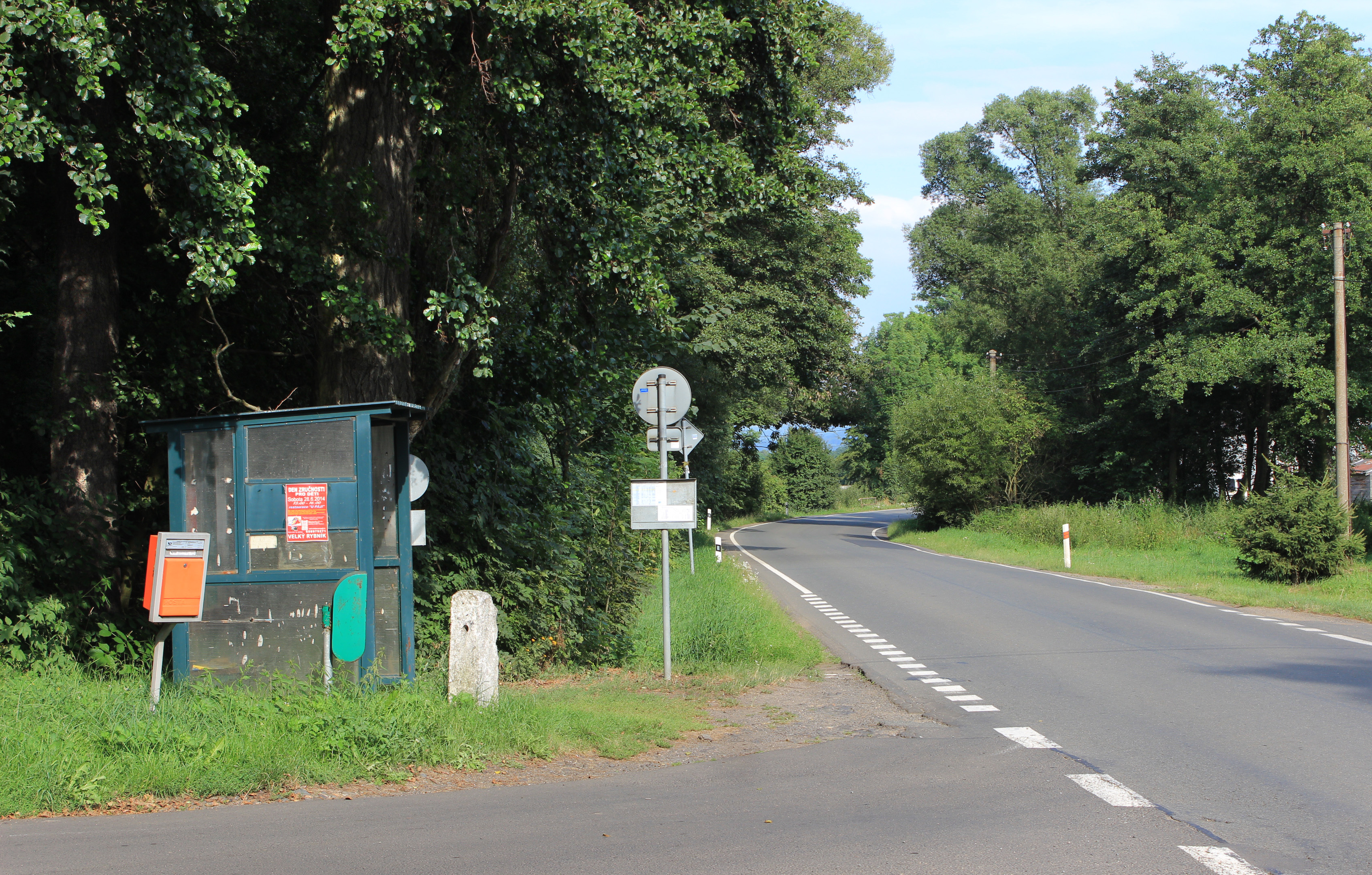
Zastávka u silnice směrem k Ostrovu